# Hrabstwo Alachua

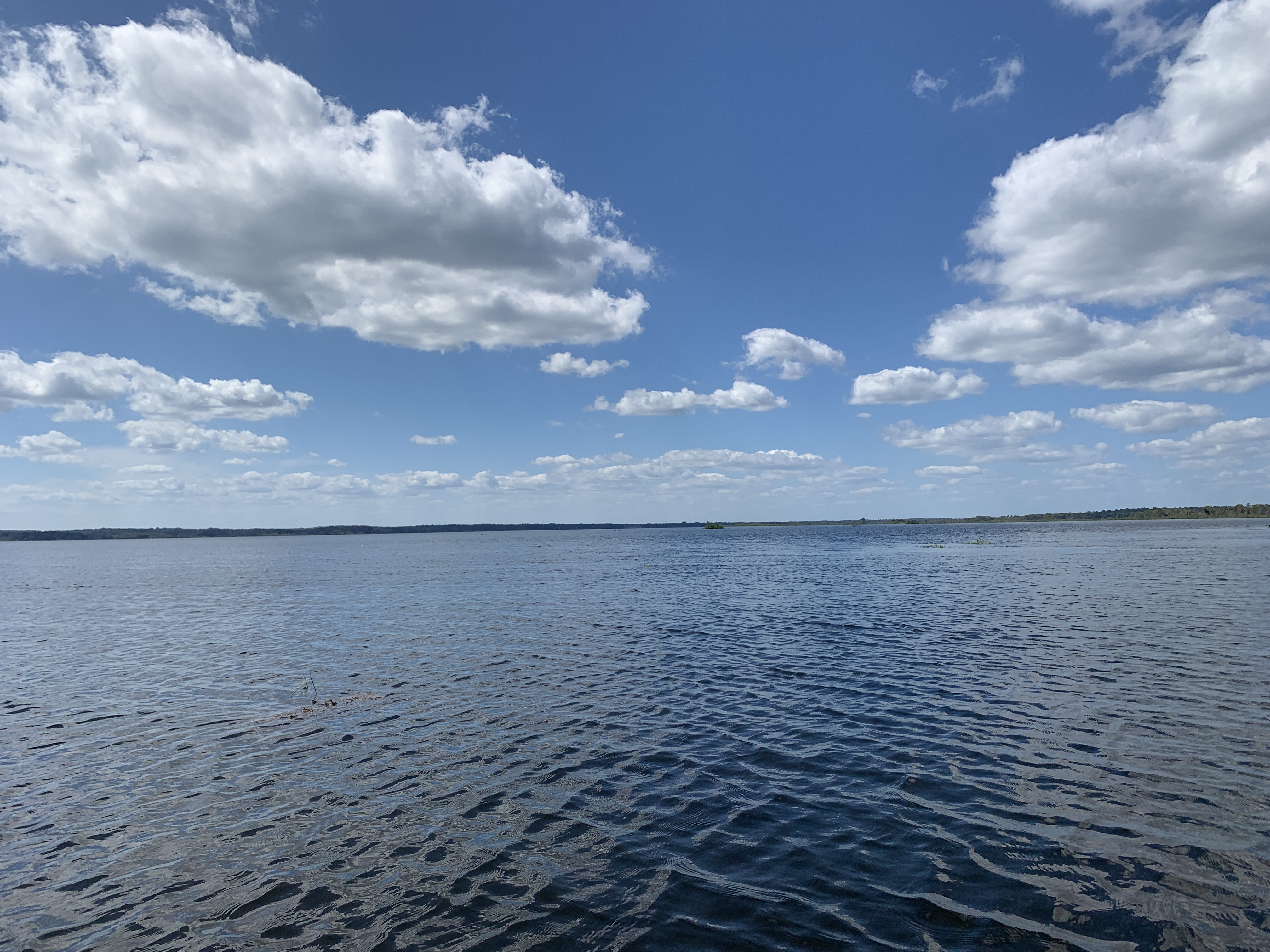
Orange Lake

Hrabstwo Alachua (ang. Alachua County) – hrabstwo w stanie Floryda w Stanach Zjednoczonych. Według szacunków United States Census Bureau w roku 2009 miało 243 574 mieszkańców.
Hrabstwo powstało w 1824 roku. Na jego terenie znajdują się obszary niemunicypalne: Cross Creek, Earleton, Evinston, Island Grove, Jonesville, Lochloosa, Santa FE, Tioga, University of FL.
| Populacja hrabstwa w poprzednich latach | Populacja hrabstwa w poprzednich latach |
| Rok                                     | Liczba ludności                         |
| --------------------------------------- | --------------------------------------- |
| 1980                                    | 146 534                                 |
| 1990                                    | 181 596                                 |
| 2000                                    | 217 955                                 |
| 2005                                    | 223 852                                 |

Obszar całkowity hrabstwa obejmuje powierzchnię 2510,01 km², z czego 240 km² (9,7%) stanowią wody. We wschodniej części znajdują się liczne jeziora, w tym dziewiąte co do wielkości jezioro Florydy – Orange Lake.

## Miejscowości
- Alachua
- Archer
- Gainesville
- Hawthorne
- High Springs
- La Crosse
- Micanopy
- Newberry
- Waldo